# Естествена история
 Тази статия е за произведението на Плиний.  За природната наука вижте Естествознание.  
„Естествена история“ (Naturalis historia) е труд, съставен около 77 г. от Плиний Стари за императора Тит. Приема се за начало на енциклопедизма след въведения универсализъм с „Всеобщата история“ от Полибий.
Тя не е исторически труд, а универсална енциклопедия за природни и създадени от човека предмети и явления. „Естествената история“ е единствената съхранила са до наши дни антична работа на Плиний и може би най-дългият латински текст от класическия античен период.

## Значение
Значението на енциклопедичния труд на Плиний за римската литература и цивилизация е огромно и в този смисъл то има общочовешки ценностен характер.